# Којом гором
Којом гором је четрнаести албум Драгане Мирковић, издат је 1997. године.
Промоција албума је започета у новембру занимљивим и ефектним рекламама на РТС-у, у којим су учествовали познати водитељиː Тамара Раонић, Виолета Папић, Жика Николић. Као највећи хит на албуму издвојила се песма Последње вече, чији је комплетни аутор Браја. Драгана у споту за песму „Последње вече” показује завидне играчке способности као и одличне трансформације, па се у кадровима поред црнке појављује и као плавуша, смеђокоса и црвенокоса. За овај албум снимљена су још два спота, за песму „Биће ми како кад” који је у барок стилу и за песму „Нико никог не воли” у ком је Драгана лутка у излогу. Као композитор две песме „Нећу покајање” и „Долина кестенова”, појављује се певач Мирољуб Брзаковић Брзи, за обе песме аранжман је урадио бивши члан Јужног ветра Сава Бојић па обе подсећају на управо на стил Јужног ветра. „Светиња” је песма која је рађена у црногорском „фазону”, комплетни аутор је Стева Симеуновић. После турске обраде „Баш тебе волим ја” и на овом се налази једна, у питању је феноменална песма у поп фазону „Хајде погледај ме” за коју је текст написао Браја. 20. марта 1998. одржала је спектакуларни концерт у Хали Пионир, на сцени се појавила у аутомобилу „Lamborghini Diablo”, непрестано је мењала позиције на сцени, возила се на моћним „Harley-Davidson-у” и певала највеће хитове. Поред наведених песама, издвојиле су се иː „Којом гором” и „Ко је да је”.

## Списак песама
1. Којом гором 
(З. Тимотић - В. Петковић)
2. Последње вече 
(Д. Брајовић)
3. Биће ми како кад 
(З. Тимотић - В. Петковић)
4. Ко је да је 
(З. Тимотић - В. Валентина)
5. Болна сам ти 
(Б. Самарџић - В. Петковић)
6. О на, на, на 
(З. Тимотић)
7. Нећу покајање 
(М. Брзаковић Брзи - В. Петковић)
8. Нико никог не воли 
(Баша)
9. Светиња 
(С. Симеуновић)
10. Долина кестенова 
(М. Брзаковић Брзи - В. Петковић)
11. Само да те видим 
(З. Тимотић - В. Валентина)
12. Хајде погледај ме 
(KHALED - Д. Брајовић)

Аранжманиː Златко Тимотић Злаја, Сава Бојић, Енџи Маврић, Дејан Абадић